# Bugei jūhappan
Il Bugei jūhappan (武芸十八般 "Diciotto tipi di arti marziali") è una selezione di tecniche di combattimento e arti marziali usate dai samurai del Giappone dell'era Tokugawa. Stabilito da Hirayama Gyozo, il concetto si basa su delle precedenti tradizioni cinesi, come le Diciotto armi di Wushu.

## Le Diciotto arti

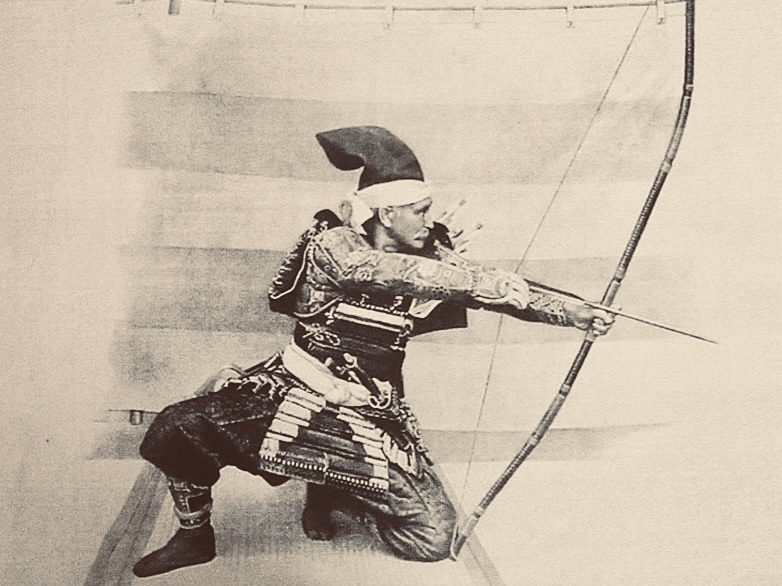
1. Kyūjutsu

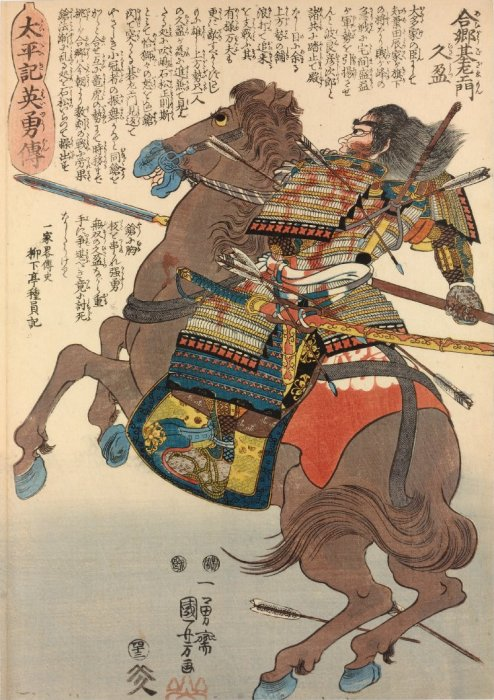
2. Bajutsu

Le Diciotto Arti consistono in un insieme di tecniche e tattiche di arti marziali giapponesi e cinesi importate. Per ciascuna arte, si sono sviluppati vari Ryū, con metodi diversi per eseguire quella particolare arte. Certi Ryū, a loro volta, hanno influenzato le arti marziali incluse nell'elenco, come l'Asayama Ichiden-ryū, Kukishin-ryū, Shinden-Fudo-ryū e Tagaki Yoshin-ryū . L'elenco esatto varia, ma vengono comunemente incluse:
1. Kyūjutsu, tiro con l'arco.
2. Bajutsu, equitazione.
3. Sōjutsu, combattimento con una yari (lancia).
4. Kenjutsu, scherma.
5. Suieijutsu, nuotare in armatura.
6. Iaijutsu, estrazione della spada.
7. Tantojutsu, combattimento con i pugnali.
8. Juttejutsu, combattendo con un jutte (manganello).
9. Shurikenjutsu, lancio dello shuriken .
10. Fukumibarijutsu, sputare aghi.
11. Naginatajutsu, combattendo con un'arma inastata, di solito una naginata .
12. Hōjutsu, tiro (con armi da fuoco).
13. Hojōjutsu, tecniche per legare l'avversario.
14. Yawara, lotta e combattimento disarmato.
15. Bōjutsu, combattimento con un bō (bastone).
16. Kusarigamajutsu, combattimento con falce e catena.
17. Mojirijutsu, combattere con un bastone uncinato.
18. Ninjutsu, spionaggio.

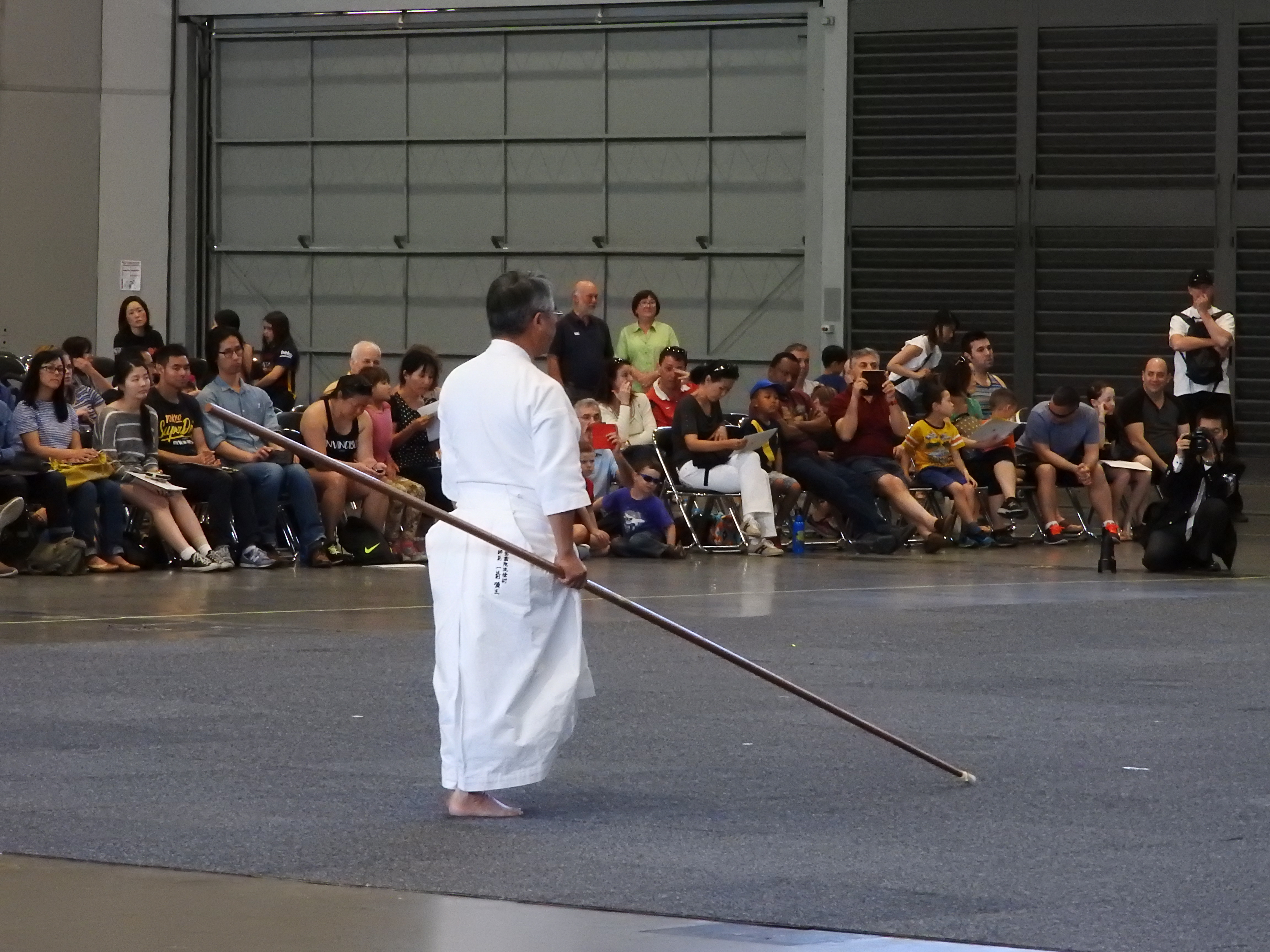
3. Sōjutsu
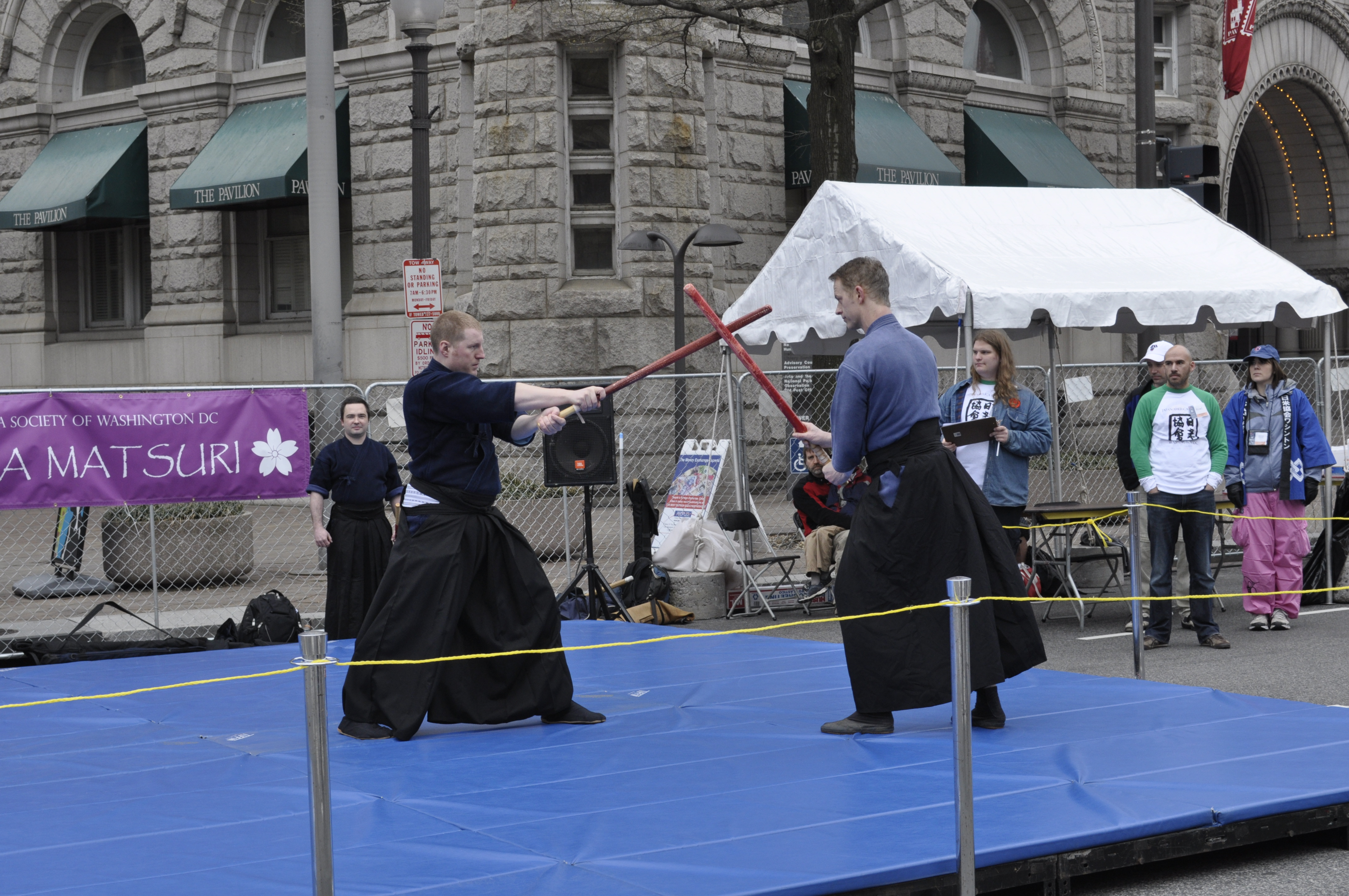
4. Kenjutsu
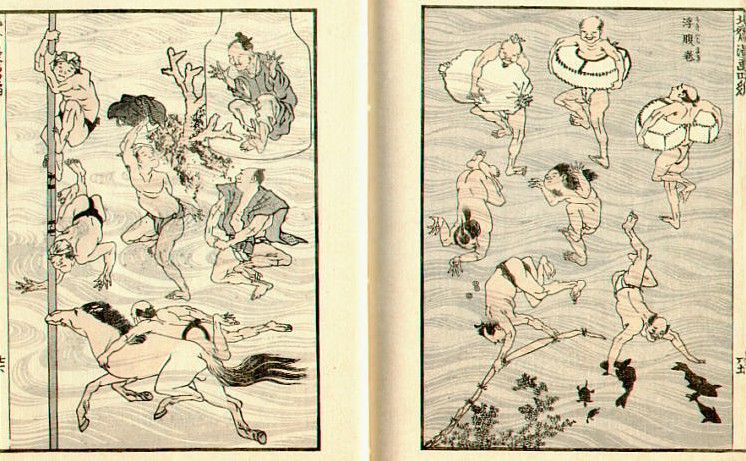
5. Suieijutsu
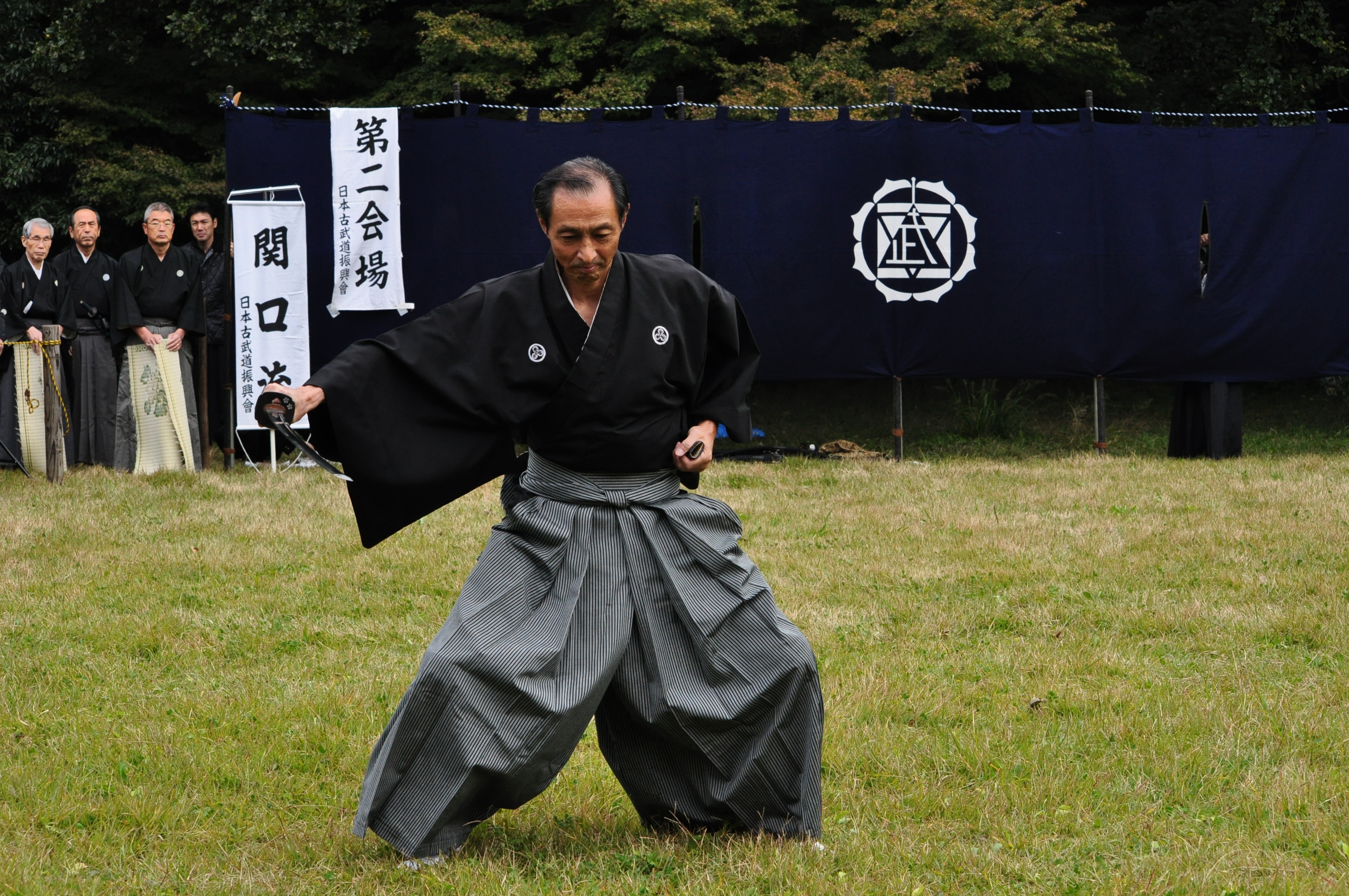
6. Iaijutsu
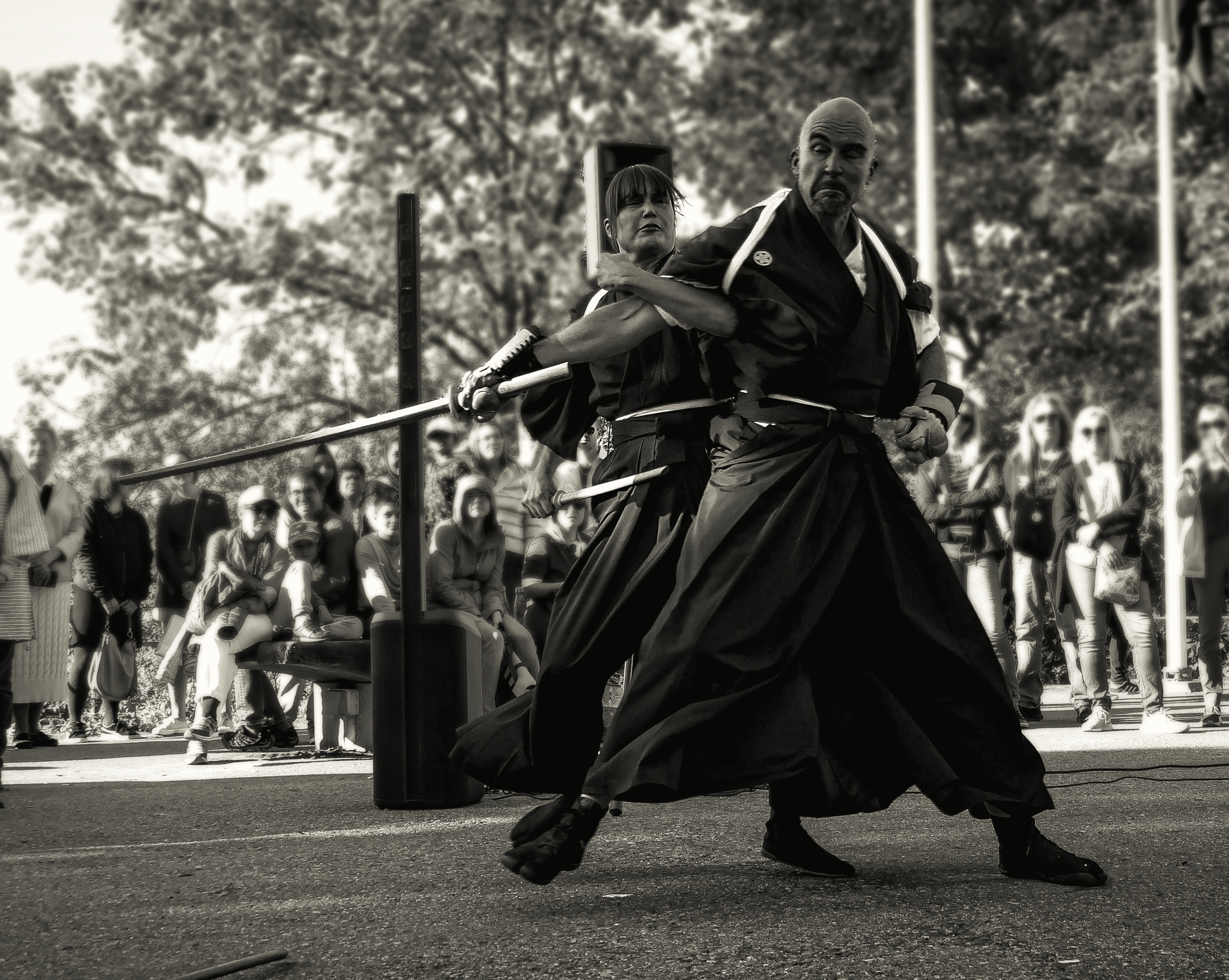
7. Tantojutsu
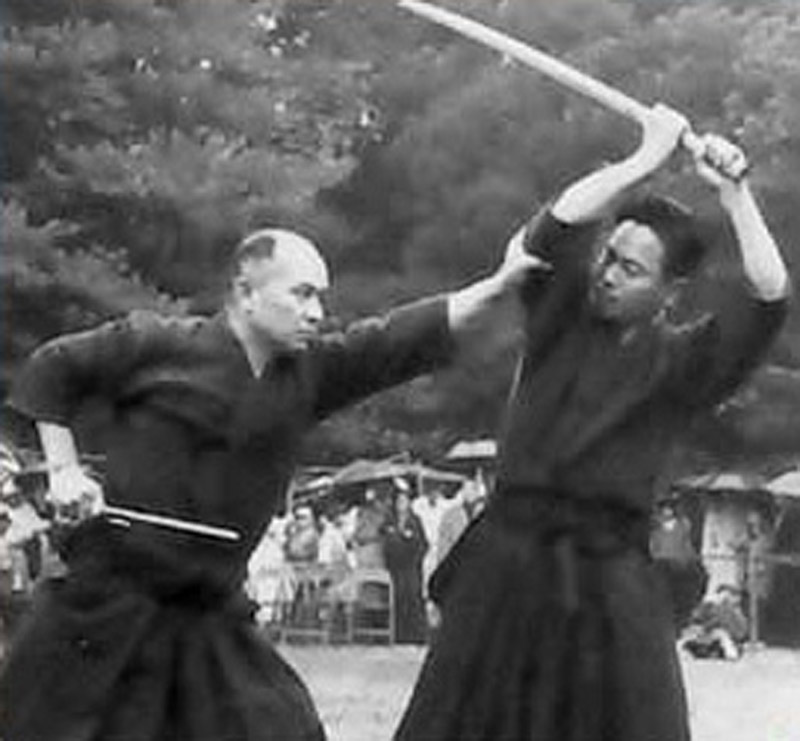
8. Juttejutsu
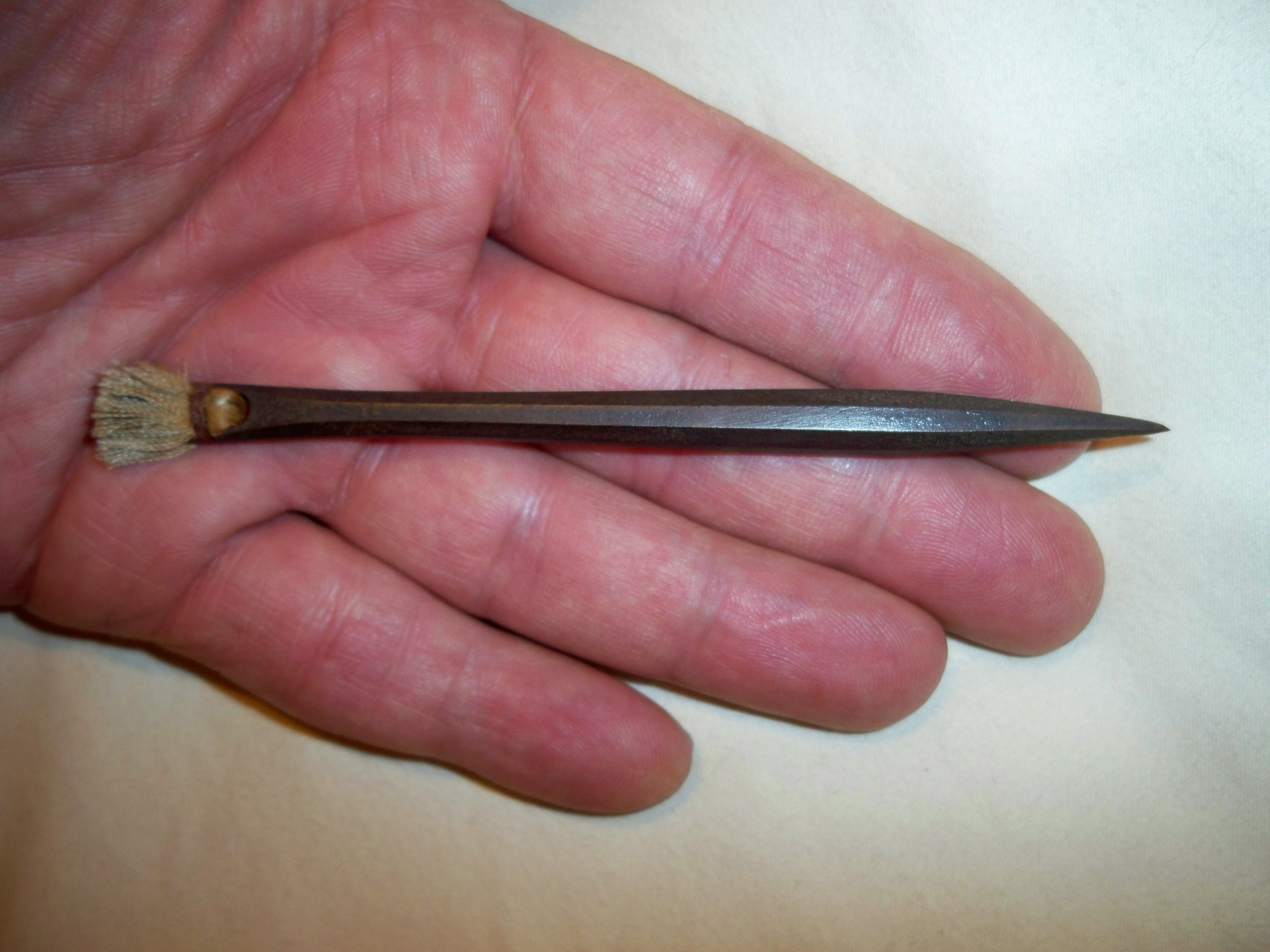
9. Shurikenjutsu
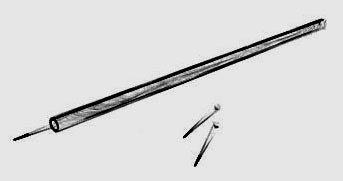
10. Fukumibarijutsu
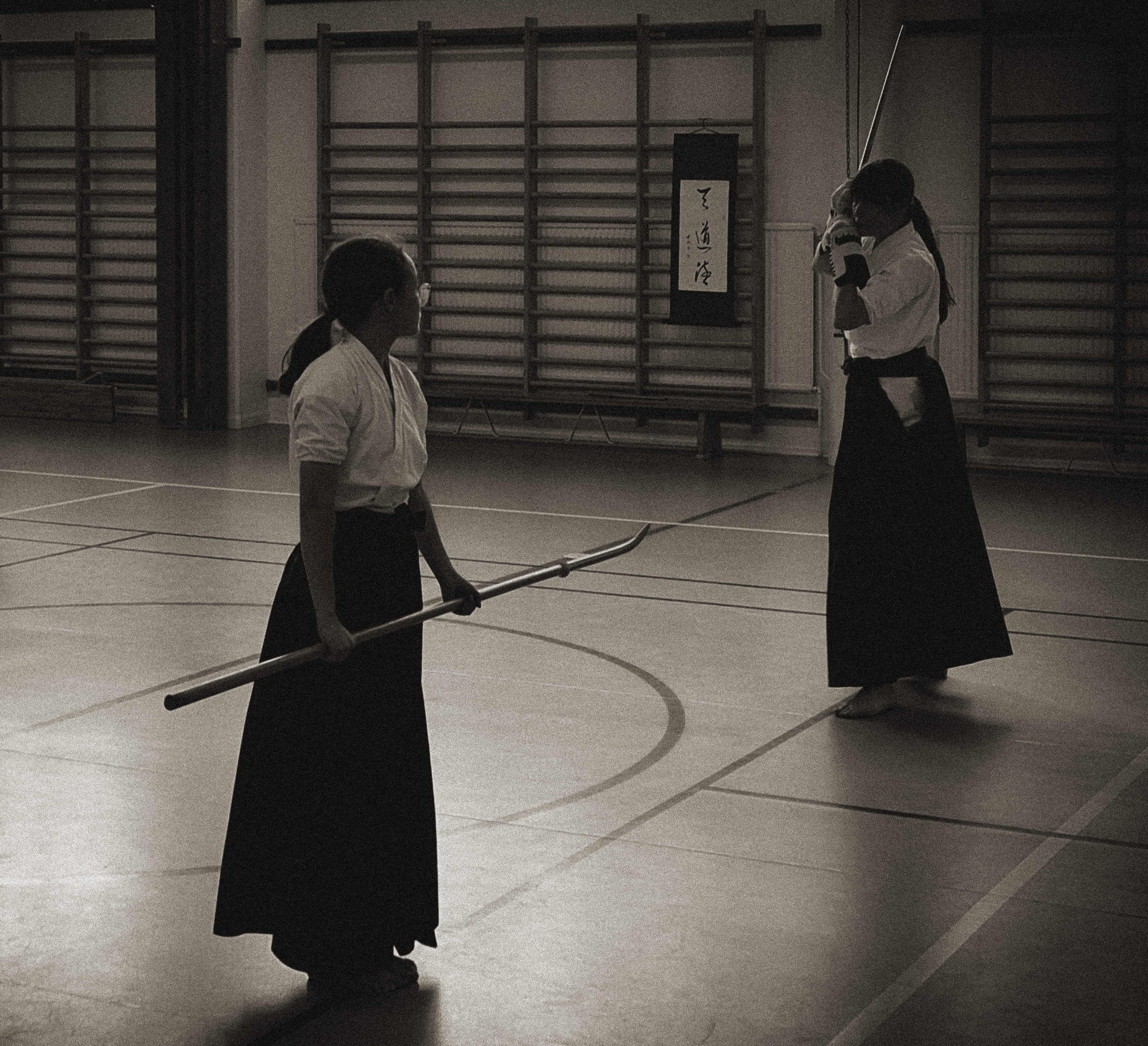
11. Naginatajutsu
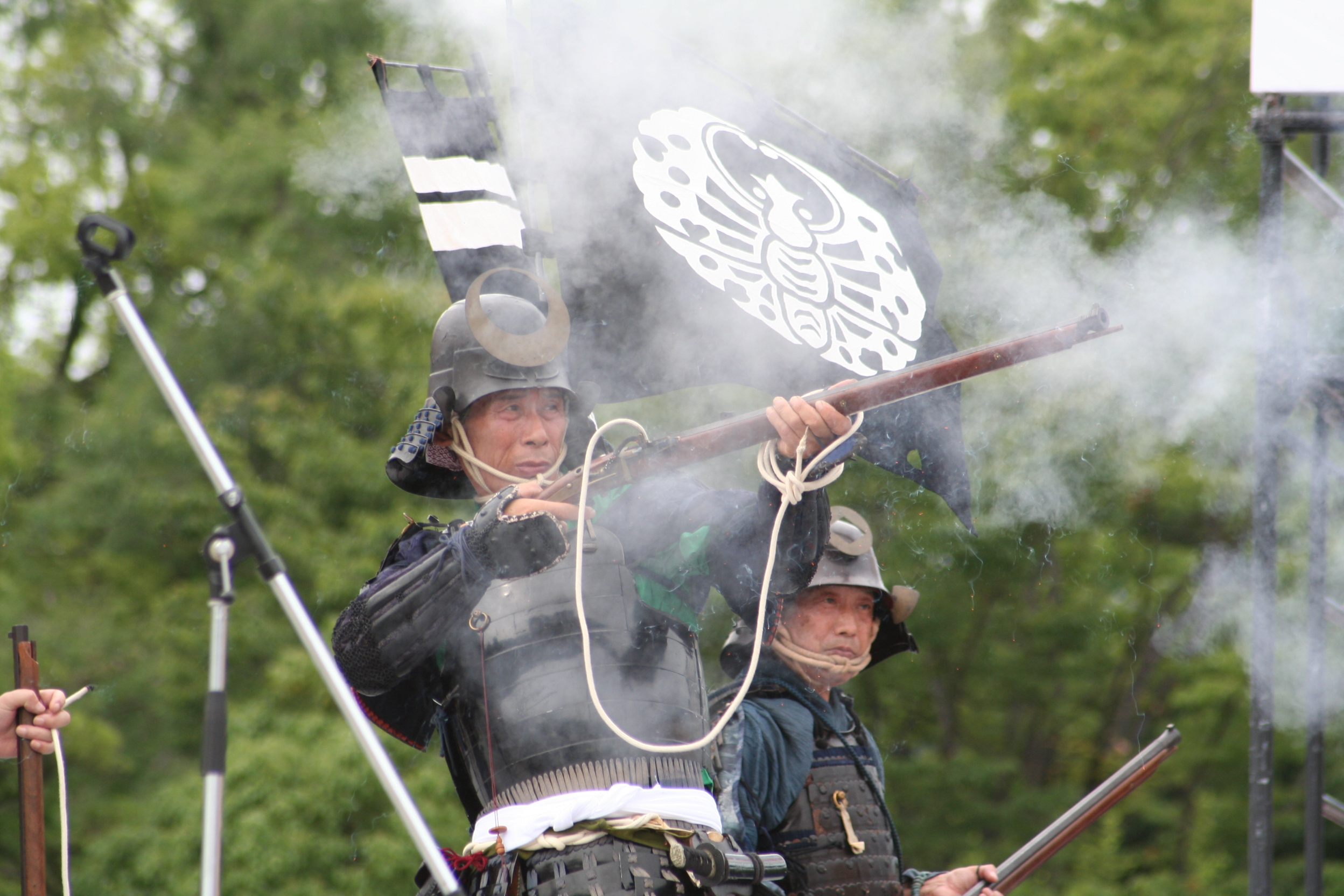
12. Hōjutsu
13. Hojōjutsu
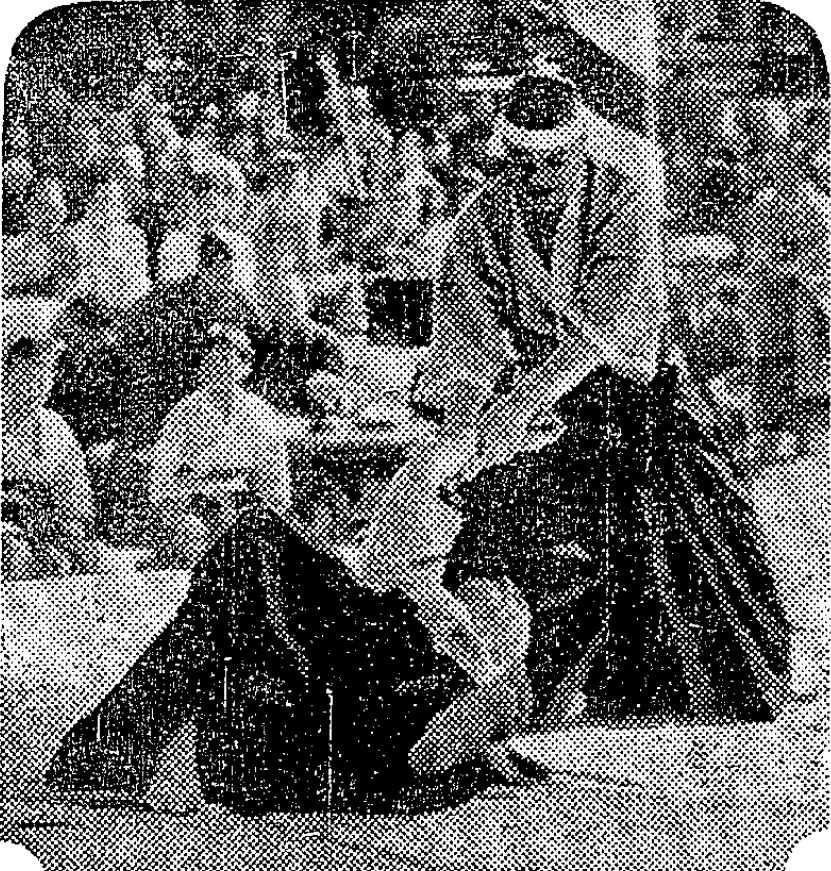
14. Yawara
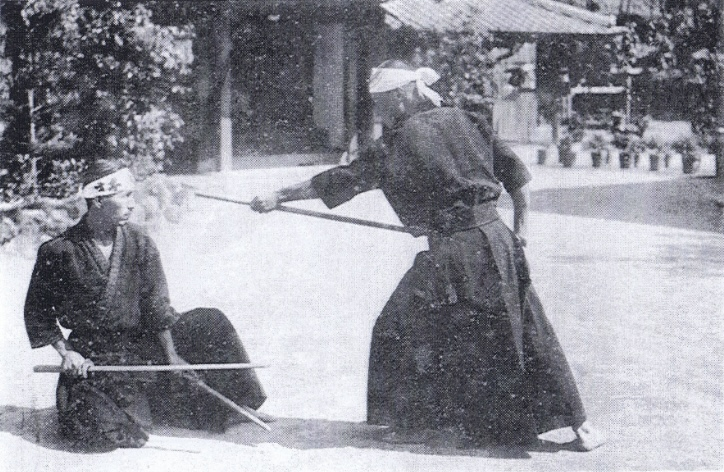
15. Bōjutsu
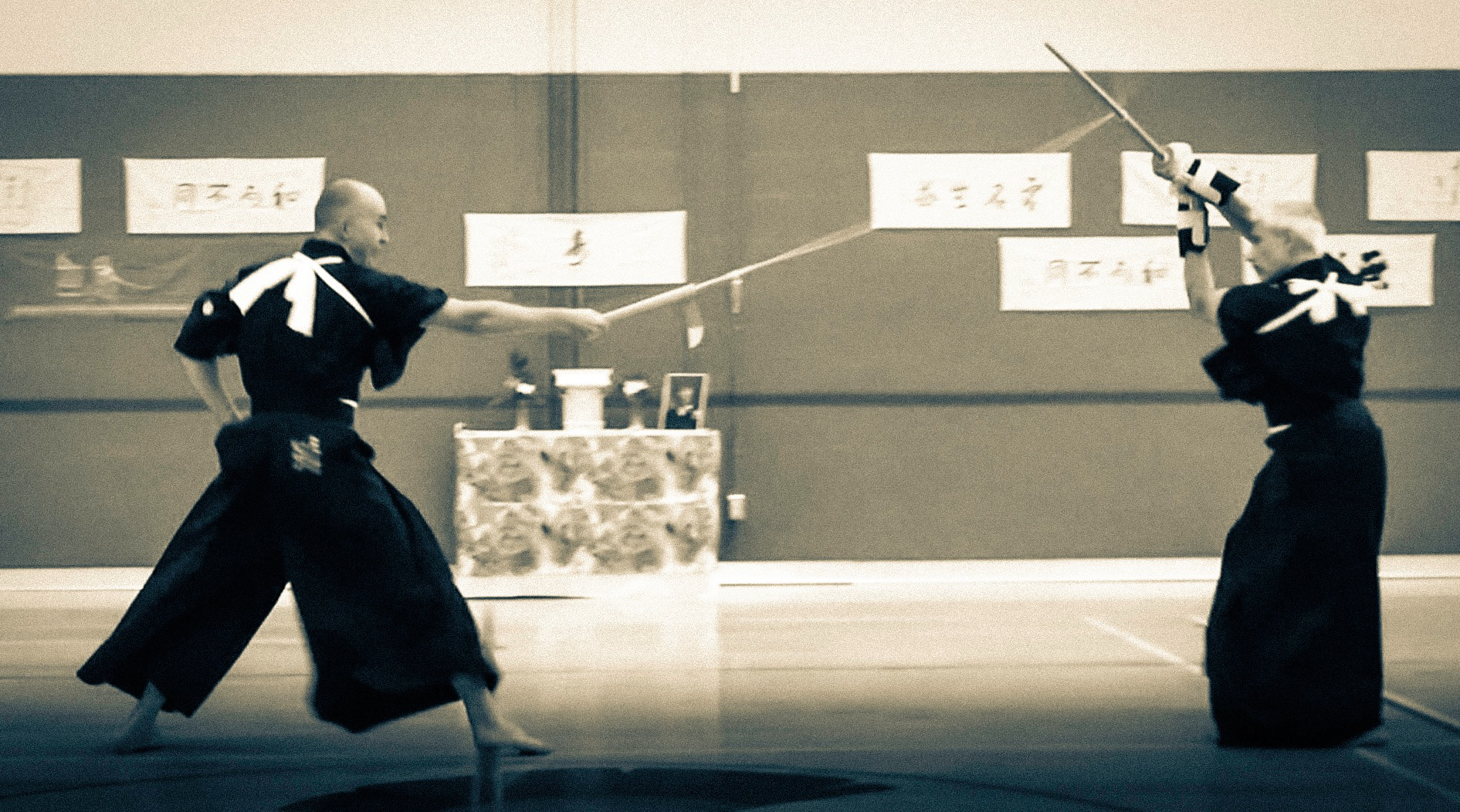
16. Kusarigamajutsu
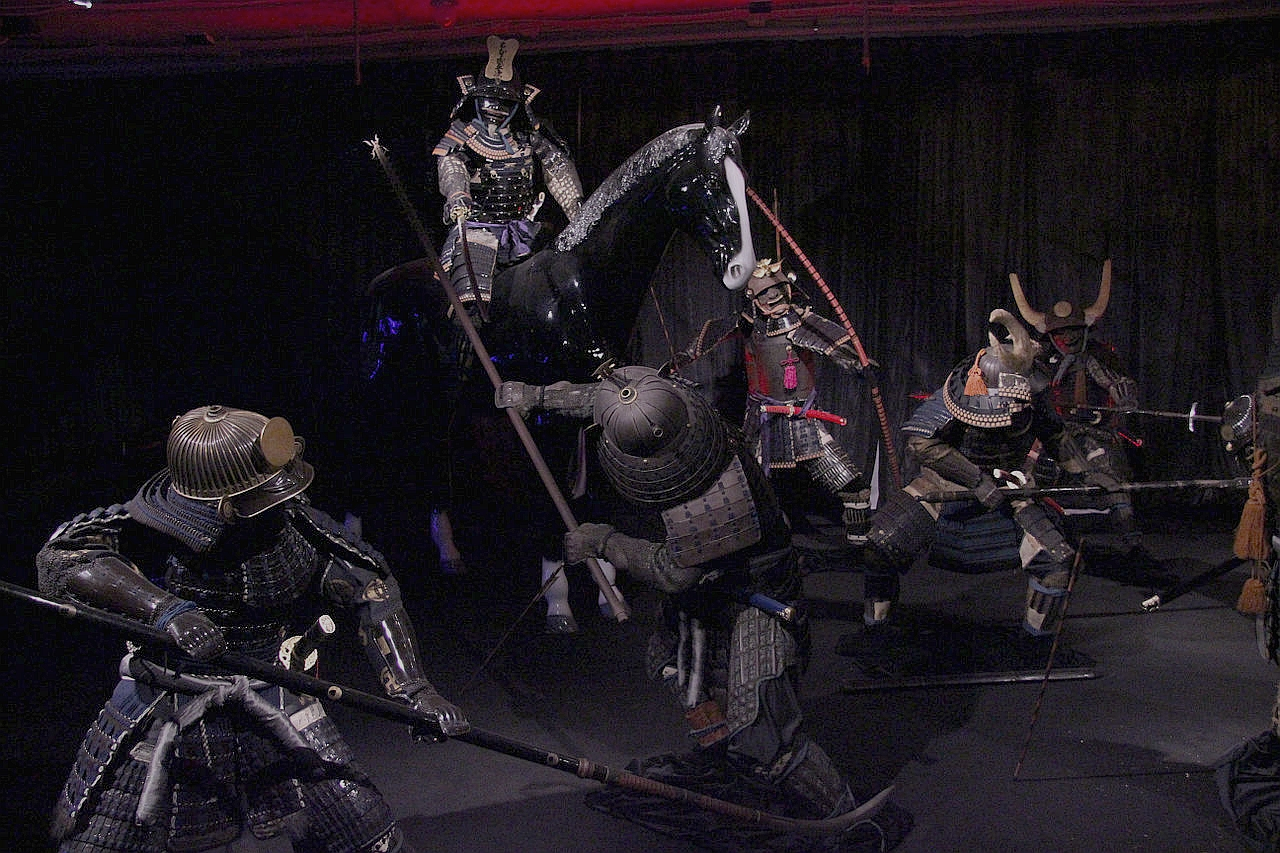
17. Mojirijutsu
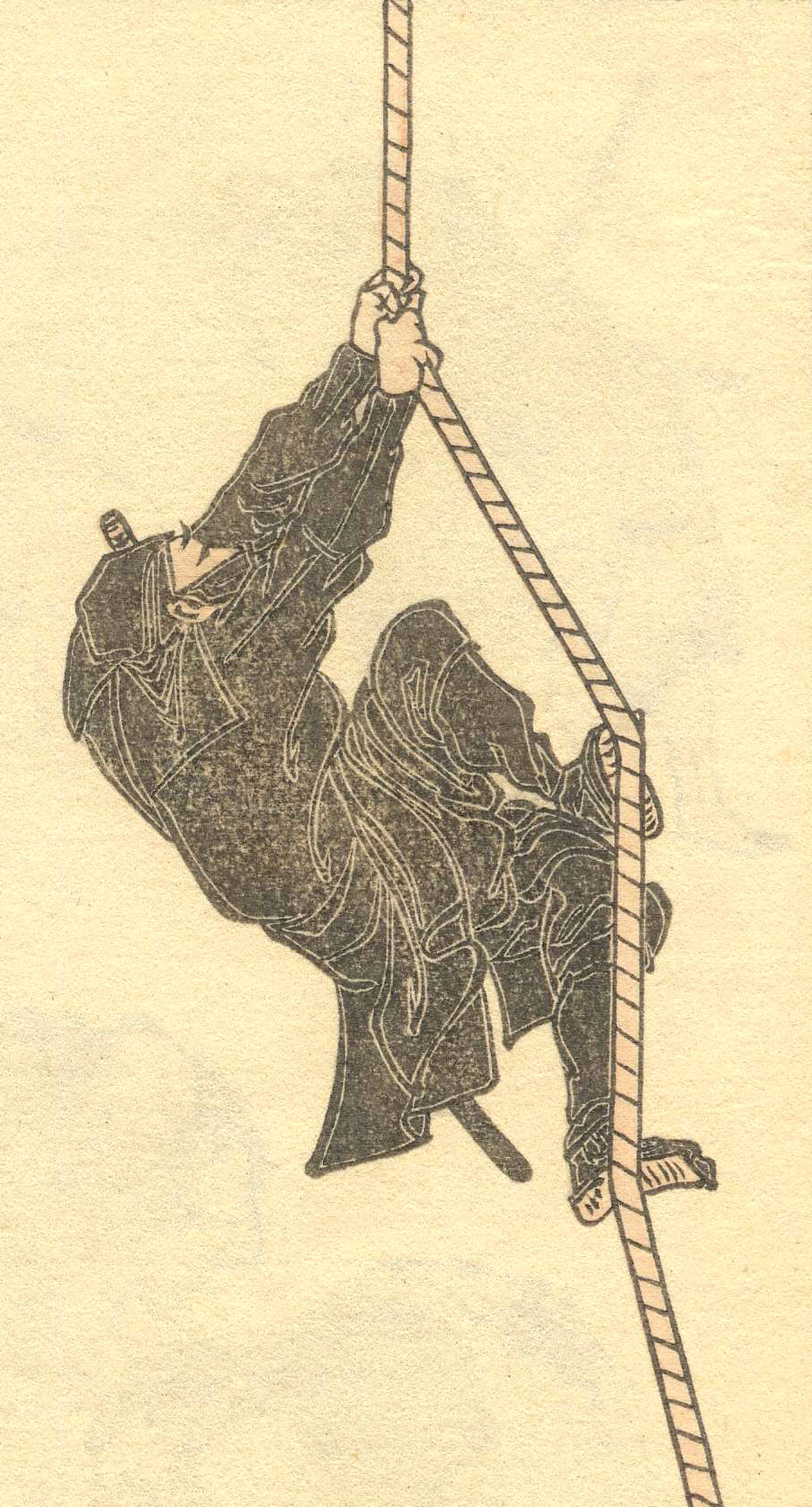
18. Ninjutsu

Altre arti che sono state spesso incluse nell'elenco sono:
- Chikujōjutsu, fortificare un castello contro l'assedio.
- Yabusame, tiro con l'arco a cavallo.
- Yadomejutsu, deviare le frecce in arrivo.